# Сухачівка (річка)
Сухачівка (найдавніші назви — Війтиха, Суха Цівка) — мала річка у Новокодацькому районі Дніпра й Дніпровського району Дніпропетровської області, що належить до басейну Мокрої Сури.
Починається у Новокодацькому районі міста Дніпро біля селища Ясне, протікає повз південну околицю селища Таромське. Протікає балкою Війтиха, перетинаючи автошляхи Н08 (Бориспіль — Дніпро — Маріуполь) та Н11 (Дніпро — Кривий Ріг — Миколаїв). У середній течії розташоване село Долинське (колишнє — Попова Балка) Дніпровського району Дніпропетровської області.
Впадала в річку Суха Сура біля села Миколаївка (колишні — Карнаухівські хутори). Нині завершується у ставку розташованому близько одного кілометра від колишнього гирла. До другої половини XIX століття балка була вкрита густим лісом, згодом повністю вирубаним.
Нині назва Війтиха не вживається, а сама річка має назви Сухачівка та Суха Цівка.
Довжина русла близько 15 км. 

## Притоки
Струмки: праві:
- Балка Дубова на південь від Таромського;

- Балка Грушки або Калинова  - починається біля дачного селища Промінь, впадає біля селища  Титорове (Горького) ;

ліві:
- Балка Гола - починається  біля села Нове Дніпровського району Дніпропетровської області;
- Балка Собача біля села Миколаївка;
- Балка Гукова біля с. Миколаївка[1][2][3].